# Mediaset
Mediaset é uma empresa italiana dedicada para a comunicação televisiva, que cotiza na Bolsa italiana e está controlada pelo Grupo Fininvest, propriedade de Silvio Berlusconi. É o grupo de televisões italiano mais assistido, é o maior conglomerado de mídia da Itália e foi fundado em 1978.
É proprietária da empresa de produção televisiva holandesa Endemol, que foi adquirida pela Mediaset em 2012.

## Canais Generalistas
- Em Itália: Canale 5, Italia 1, Rete 4.
- Em Espanha: Telecinco, Cuatro.

## Canais Temáticos na Itália
- Boing, Boing Plus e Cartoonito (51% Mediaset, 49% Turner Broadcasting System)
- Iris
- Cine34
- La5
- Italia 2
- Focus
- Canale 20
- Mediaset Extra
- TGCom24
- TopCrime
- Mediaset Premium (canais Pay-Per-View (Premium Action, Premium Crime, Premium Stories, Premium Cinema, Premium Cinema Energy, Premium Cinema Emotion e Premium Cinema Comedy))

## Canais Temáticos na Espanha
- Boing (51% Mediaset, 49% Turner Broadcasting System)
- Factoría de Ficción
- Divinity
- Energy
- Be Mad

## Serviços
- Publitalia '80 (Concessionária de Publicidade do Grupo Mediaset na Itália)
- Publiespaña (Concessionária de Publicidade do Grupo Mediaset na Espanha)
- Mediashopping (Serviço de venda de produtos multi-canal via os canais do Grupo Mediaset na Itália)
- RadioMediaset (Controlador editorial das Redes de Rádio do Grupo Mediaset na Itália (R101, Radio 105, Virgin Radio (Itália), Radio Subasio e Radio Monte Carlo)).

## Empregados
Em 2004 contava com 5.662 empregados.

## Ligações Externas
- Web oficial